# 正蔵院 (中野区)
正蔵院（しょうぞういん）は、東京都中野区にある真言宗豊山派の寺院。

## 概要

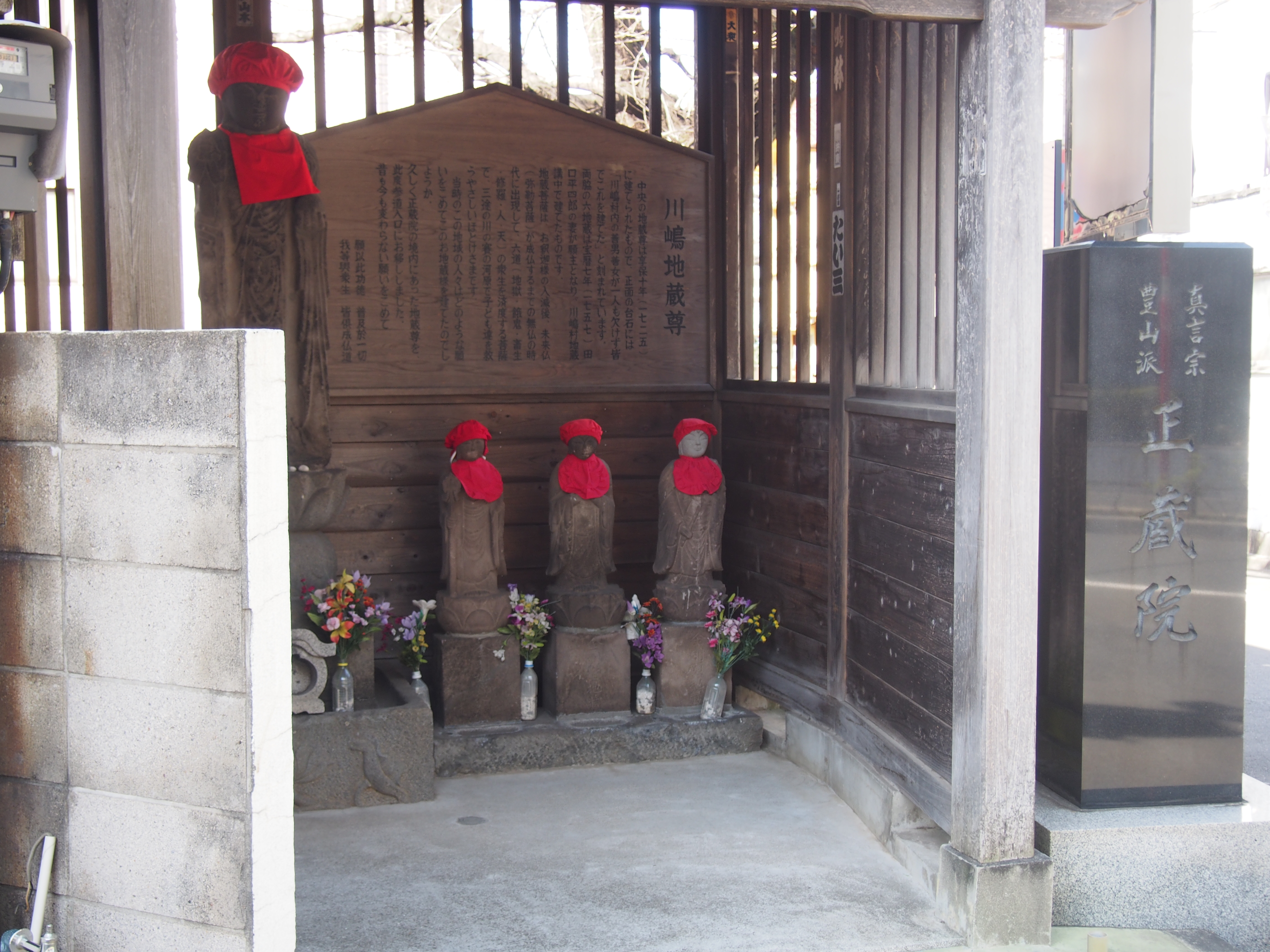
境外仏堂の「川嶋地蔵尊」

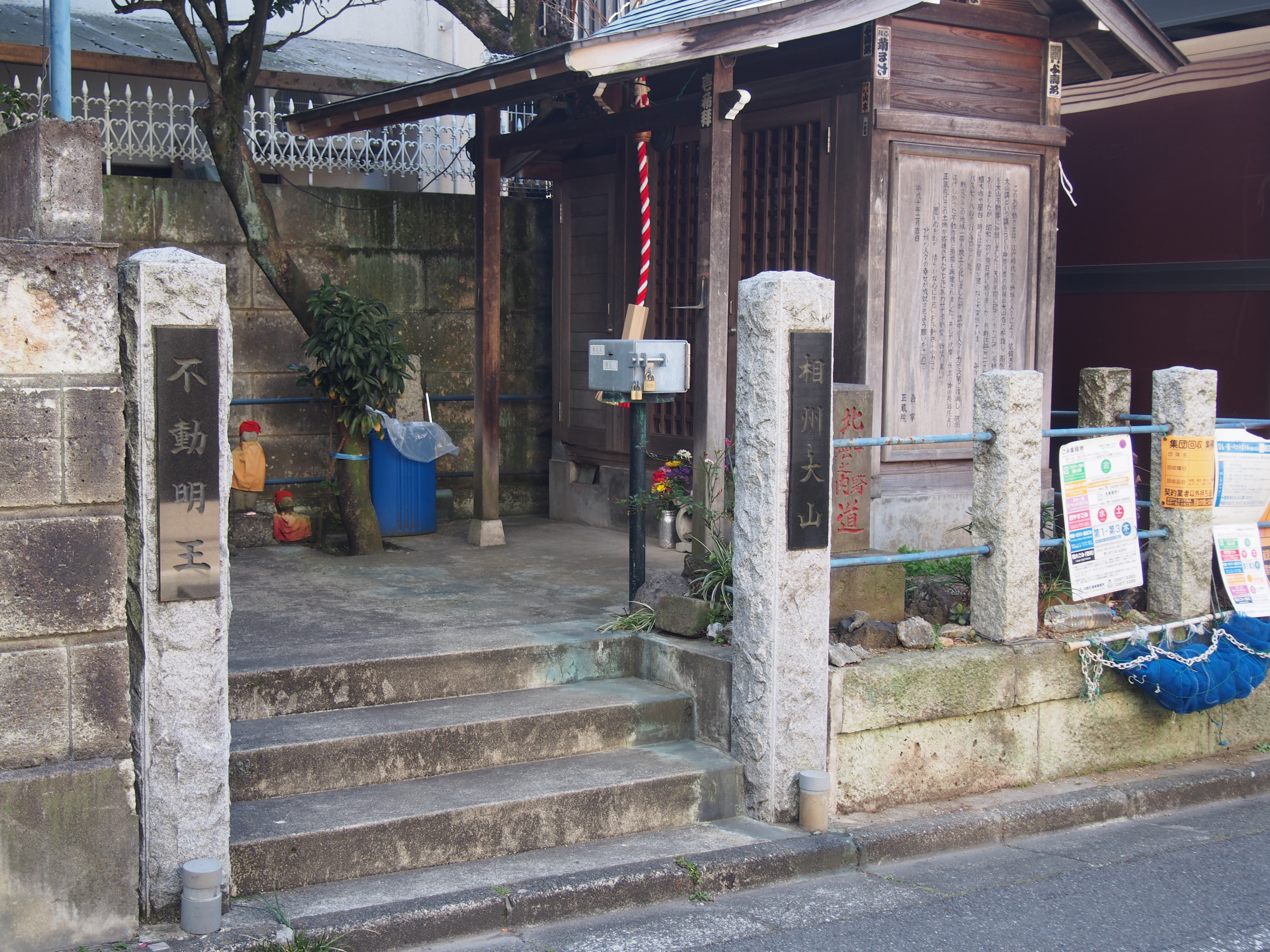
当寺院は当地でさかんだった大山詣りにも関係した。写真は近隣の川島不動尊

1532年（天文元年）、法印賢盛によって開山された。
江戸幕府昌平坂学問所が編纂した『新編武蔵風土記稿』によると、編纂当時（19世紀前期）に火災に遭い、まだ再建されていない旨が記されている。1830年（天保元年）に再建された。

## 墓所
- 川住行教（西尾藩大参事）

「大参事」とは府藩県三治制における官職で、幕藩体制下の家老、現在の副知事に相当する。川住行教は中野長者こと鈴木九郎の末裔である。

## 文化財
中野区登録文化財
- 地蔵 - 享保10年（1725）
- 六地蔵 - 宝暦7年（1757）
- 庚申塔 - 延宝4年（1676）
- 庚申塔 - 元禄元年（1688）

## 交通アクセス
- 東京メトロ丸ノ内線中野新橋駅より徒歩5分。
- 新宿駅西口よりバス(京王バス宿33宿32系統)「東大付属」下車